# Специфіка служби
«Специфіка служби» (англ. Condition of Employment) — науково-фантастичне оповідання Кліффорда Сімака, вперше опубліковане журналом «Galaxy Magazine» у квітні 1960 року.

## Сюжет
Механік двигунів космічних ракет Енсон Купер втратив можливість працювати за фахом через запис в особовій справі. Він застряг на Землі і в нього закінчувались гроші. Не бажаючи змінити фах, він щоденно крутився навколо космодрому. Він ставив собі за мету покинути ненависну Землю і остаточно повернутись на рідний Марс, щоб одружитись зі своєю нареченою і зайнятися фермерством. Ніякого жалю за втраченою професією він не відчував.
Капітан одного з кораблів погодився найняти його для термінового рейсу доставки вакцини на Марс, що потерпав від епідемії.
Купер погодився і достойно виконав свою роботу у складних умовах.
По прильоту на Марс, не встиг Купер порадіти поверненню додому, а капітан подати прохання про відставку,
як лікар ввів їм антидот, але не проти епідемії, хоча Марс справді потерпав від неї, а проти фальшивих спогадів.
Вони з розумінням поставились до цього, бо тільки туга за домівкою, справжня чи навіяна, могла заставити космонавтів виконувати свою роботу.
Насправді ж, сім'ї Купера та капітана знаходились на Землі.